# Альберт Хізлер
Альберт Віктор Хізлер (мальт. Albert Victor Hyzler, 20 листопада 1916, Валлетта — 26 жовтня 1993) — мальтійський державний діяч, в.о. Президента Мальти (1981–1982).

## Життєпис
Народився в сім'ї вченого і політика Йосипа Хізлера, який здобув освіту в Королівському університеті Мальти і отримав ступінь доктора медицини.
У 1947 році разом з батьком обраний до Палати представників, в 1951 році знову обирається до парламенту від Мальтійської робочої партії, однак на знак протесту проти формування коаліції з Націоналістичної партії в 1953 році виходить з її лав і набирає Лейбористську партію.
У 1953–1976 роках — депутат Палати представників.
У 1955–1958 роках — Міністр охорони здоров'я і соціального забезпечення, під час масових протестів проти колоніальної політики Великої Британії в 1958 р. був заарештований і 32 дні перебував під вартою.
У 1971–1974 роках — Міністр у справах розвитку і пошти, після проголошення незалежності країни, в 1974–1975 роках — Міністр охорони здоров'я Мальти.
У грудні 1981 — лютому 1982 роках виконував обов'язки Президента Мальти.